# Strychnos ignatii
Strychnos ignatia là một loài thực vật có hoa trong họ Mã tiền. Loài này được P.J. Bergius miêu tả khoa học đầu tiên năm 1778.

## Hình ảnh

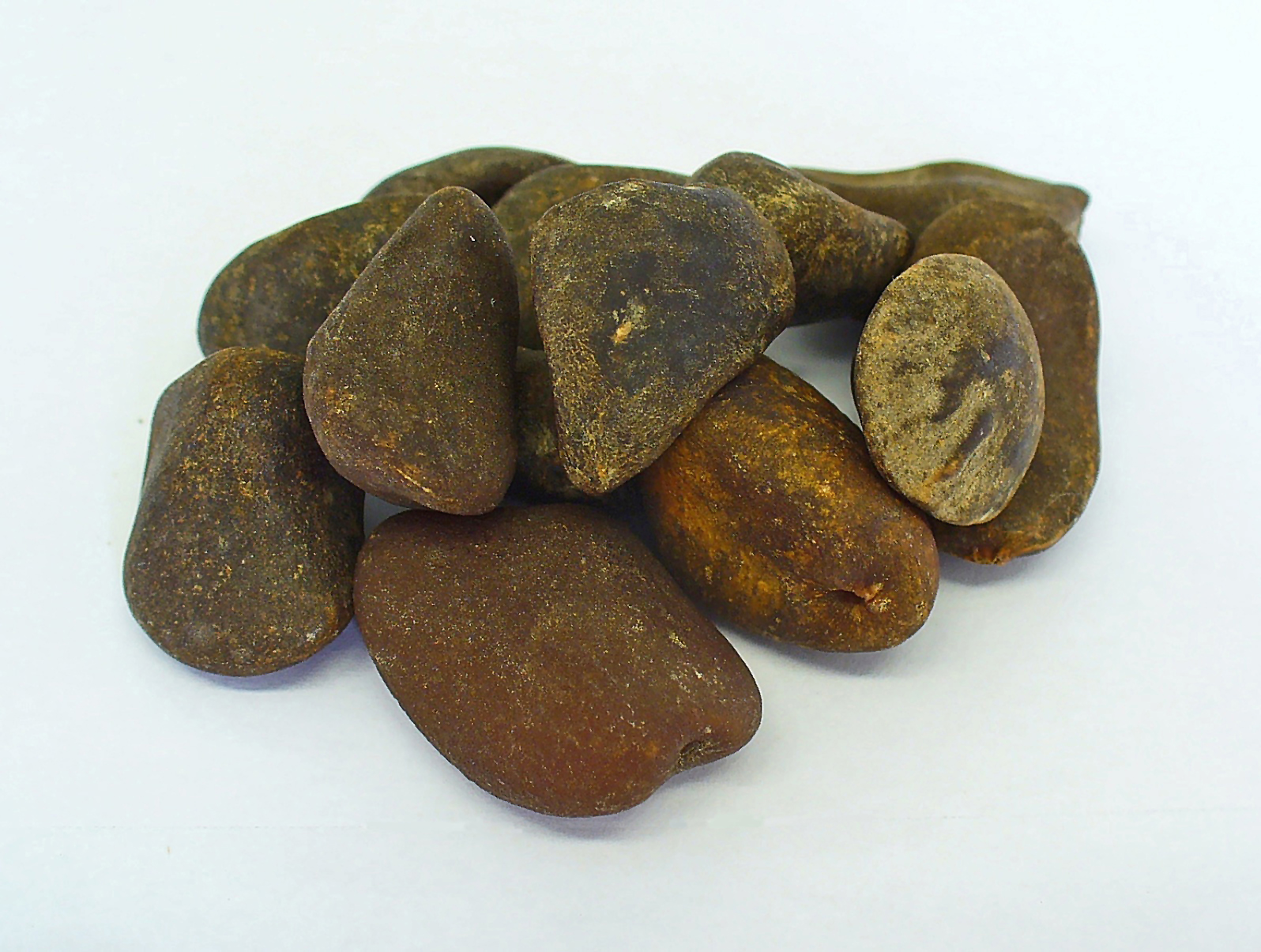
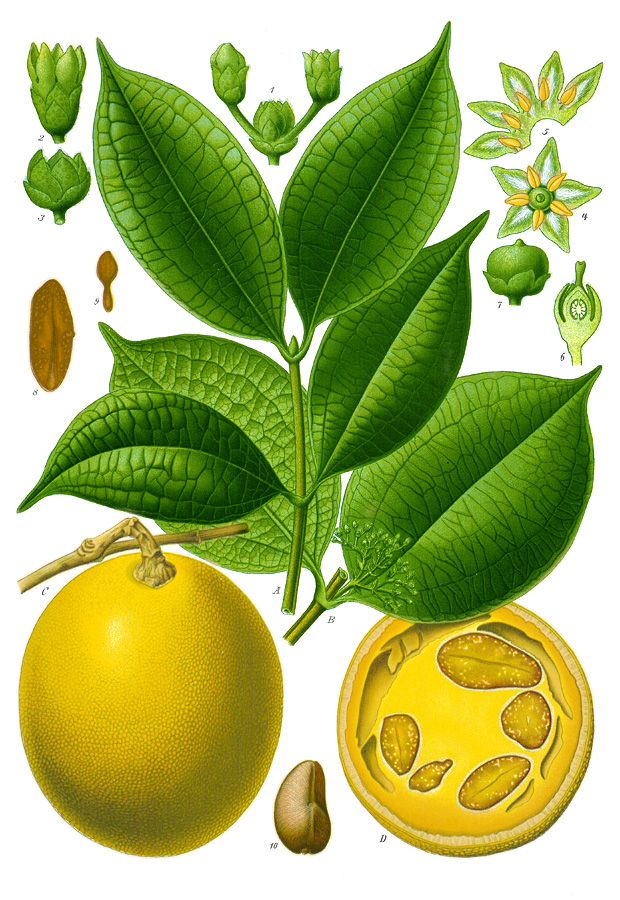
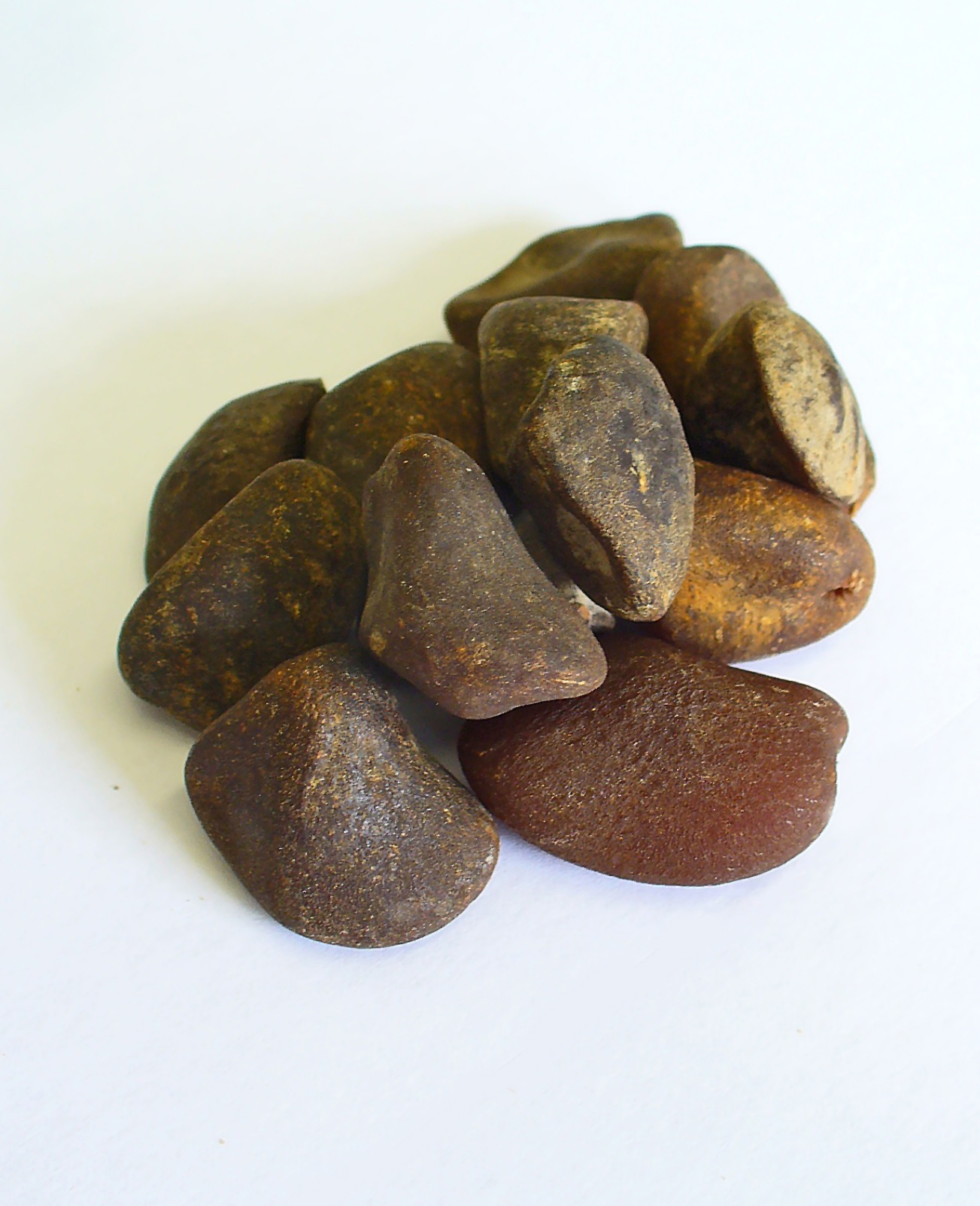
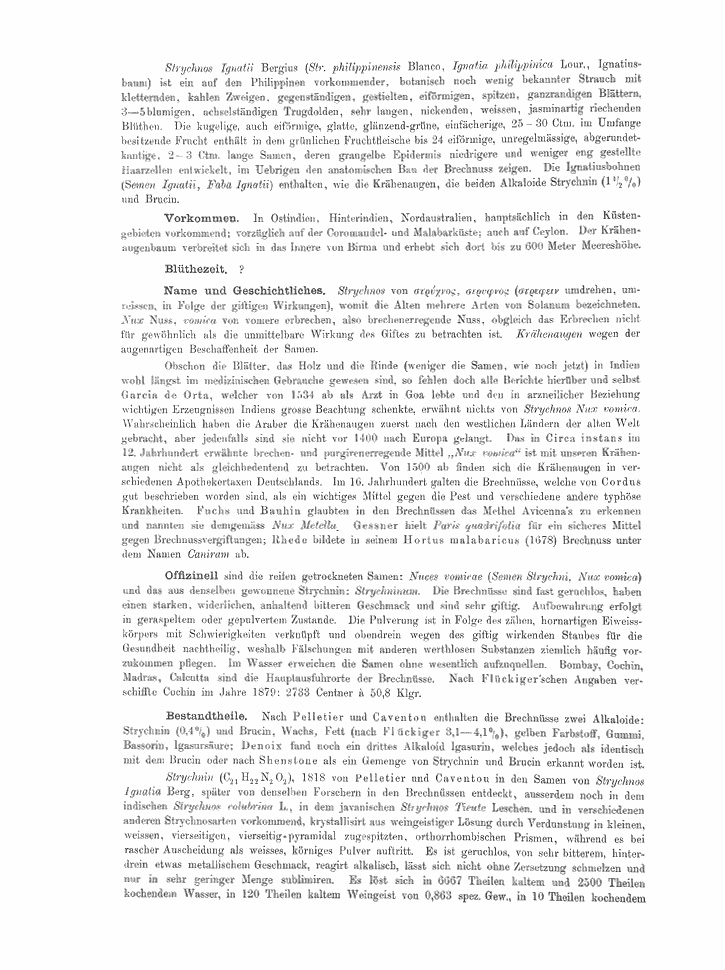